# Джованні Кеттінг
Джованні Кеттінг (італ. Giovanni Koetting; нар. 10 березня 1962, Івреа) — італійський футболіст, що грав на позиції півзахисника, зокрема за клуби «Ювентус» і «Анкона», а також юнацьку збірну Італії. По завершенні ігрової кар'єри — тренер.

## Клубна кар'єра
Народився 10 березня 1962 року в місті Івреа. Вихованець футбольної школи «Ювентуса». Із 1979 року почав залучатися до лав головної команди клубу, проте у дорослому футболі дебютував лише наступного року, граючи на умовах оренди за «Удінезе». Згодом ще протягом одного сезону також на орендних правах захищав кольори клубу СПАЛ.
1982 року повернувся до «Ювентуса», де протягом наступних трьох сезонів взяв участь лише у дев'яти іграх італійської першості. У статусі запасного гравця «старої сеньйори» виборов титул володаря Кубка Італії, ставав чемпіоном Італії, володарем Кубка володарів кубків УЄФА, Суперкубка УЄФА і Кубка чемпіонів УЄФА.
1985 року перейшов до «Анкони», де протягом двох сезонів був гравцем основного складу. Завершував ігрову кар'єру у нижчолігових командах «Івреа» і «Риваролезе» протягом 1987—1993 років.

## Виступи за збірну
1981 року захищав кольори юнацької збірної Італії (U-20), у складі якої був учасником тогорічної молодіжної першості світу, на якій італійці не змогли подолати груповий етап.

## Кар'єра тренера
Протягом 2009—2015 років працював тренером у нижчолігових командах «Сантія» і «Спортінг Беллінцаго».

## Титули і досягнення
- Володар Кубка Італії (1):

«Ювентус»: 1982–1983
- Чемпіон Італії (1):

«Ювентус»: 1983–1984
- Володар Кубка Кубків УЄФА (1):

«Ювентус»: 1983–1984
- Володар Суперкубка УЄФА (1):

«Ювентус»: 1984
- Володар Кубка чемпіонів УЄФА (1):

«Ювентус»: 1984–1985